# Spowiedź negatywna
Spowiedź negatywna – wyznanie, w którym człowiek deklaruje bezpośrednio wobec bogów swoją niewinność rozumianą, jako przewaga w jego życiu doczesnym uczynków dobrych nad złymi. Forma wyznania to lista negacji ("nie kradłem", "nie zabijałem", itd.). Spowiedź negatywna występuje w wierzeniach starożytnego Bliskiego Wschodu jako jeden z elementów koniecznych do podjęcia przez bogów pomyślnej dla człowieka decyzji. Jest rozważana jako inspiracja dla Dekalogu.
Przykładami spowiedzi negatywnej są:
- 42 zaprzeczenia bogini Maat
- rachunek sumienia chorego w Poemacie o cierpiącym sprawiedliwym